# Red Garters
Red Garters ist eine US-amerikanische Musical-Western-Komödie des Regisseurs George Marshall.
Der Film war 1955 für sein Szenenbild für einen Oscar nominiert.

## Handlung
Reb Randall kommt als Fremder in eine Westernstadt im imaginären kalifornischen Limbo County. Er wird von Susanna Martinez de la Cruz in ihrer Kutsche mitgenommen zu einem Grillfest der Stadt. Das Fest wird anlässlich der Ermordung des Tunichtguts Robin Randall, Rebs Bruder, veranstaltet. Reb gerät dort zunächst mit Jason Carberry aneinander, der die Ehre Susannas, seines Mündels, verteidigen will. Das Pistolenduell geht ergebnislos aus, da der Fremde zwar schneller zieht als Carberry, sich aber weigert zu schießen. Kurz hiernach trifft der mexikanische Amerikaner Rafael Moreno ein, mit dem sich Reb Randall einen Faustkampf liefert. Während dieses Kampfes trifft Richter Wallace Winthrop aus Boston in Begleitung seiner Nichte Sheila ein. Moreno beginnt mit der Nichte zu flirten.
Bei einem Hahnenkampf wird Reb Randall als Bruder des ermordeten Robin erkannt, der nach dem Ehrenkodex des Westens seinen Bruder rächen muss. Am Abend erklärt Jason Carberry dem Richter diesen Kodex des Westens und auch, dass kein Bürger des Limbo County Reb daran hindern würde den Mörder zu erschießen. Die Saloonsängerin Calaveras Kate drängt Carberry unterdessen den Täter zu finden und aus der Stadt zu jagen, da sie nicht an weiteren Grillfesten zu Ehren von Erschossenen teilnehmen wolle.
Rafael Moreno und Reb Randall begeben sich ergebnislos auf die Suche nach dem Täter, lediglich ein Hut wird von Reb in der Nähe des Tatortes gefunden. Bei einer folgenden Tanzveranstaltung wird dieser Hut als Rafaels Hut erkannt, der dann gesteht Robin Randall wohl bei einem betrunkenen Handgemenge getötet zu haben. Das folgende Pistolenduell wird durch Kate unterbrochen, die sich dazwischen stellt. Obwohl die beiden nun nicht weiter kämpfen wollen, werden sie von Billy Bucket, der den Tod seines Bruders allerdings nie gerächt hat, gedrängt dem Kodex des Westens zu folgen und sich am nächsten Tag erneut zu duellieren.
In der Nacht finden Reb und Susanna sowie Rafael und Sheila zusammen. Kate erklärt Jason, dass sie ihn nur heiraten wird, wenn er das Töten beendet. Jason bricht darauf auf die Armee zu holen. Reb und Rafael schießen am nächsten Tag wild aufeinander, bis Reb zu Boden geht. Rafael gesteht der aufgebrachten Susanna, dass die beiden vereinbart hätten nur in die Luft zu schießen. Als Jason nun mit der Armee eintrifft, kommt Red, der nur einen Streifschuss erhalten hat, wieder zu sich. Jason erkennt, dass der Schuss von der Seite gekommen sein muss, wo Billy Bucket stand. Bucket gesteht daraufhin auch, dass er und nicht Rafael Robin Randall getötet hatte. Robin habe seinen Bruder getötet. Jason erklärt nun das Ende des Ehrenkodex des Westens in Limbo County und die drei Paare sind glücklich vereint.

## Veröffentlichung
Bevor der Film im März 1954 in die Kinos kam, feierte er am 9. Februar 1954 Premiere in Los Angeles.

## Rezeption
Bei Rotten Tomatoes erreichte Red Garters eine Publikumsbewertung von 50 Prozent.
Michael Barrett urteilte, dass alles an dem Film aggressiv surreal sei, von der unrealistischen Farbgestaltung bis zum minimalistischen Szenenbild. Am seltsamsten seien die Gesangsnummern, bei denen die vierte Wand durchbrochen werde, wenn in die Kamera gesungen werde. Das Szenenbild habe zu Recht eine Oscarnominierung erhalten. Der Film beweise aber die Weisheit, dass das Szenenbild nicht erinnerungswürdiger sein sollte, als die Lieder.
Bosley Crowther sah 1954 Red Gatters in der New York Times  als stilisierte Western-Musik-Kommödie, ganz in gelb und rot und die Art von spärlicher, symbolischer Szenerie, die man von Bühnen kenne. Es sei eine windige und sprunghafte Unterhaltung, die an Kupferdrähten zu hängen schiene, die gezupft würden, wie Gitarrensaiten. Es sei geschrieben und gespielt, um schick zu sein, das sei alles. Es poppe nicht. Als Bildprojekt habe Red Garters seine Seiten – am meisten bei dem gewagten Dekor und dem Leuchten der Kostüme der Tänzerinnen. Auch wenn hier und da ein gelbes Detail ein wenig zu grell sei, würde die Buntheit des Sets das Auge stimulieren. Die Keckheit der roten Strumpfbänder (englisch: Garters) würde zu einer unbeschwerten Atmosphäre beitragen. Auf ein einfaches Muster heruntergebracht versuche Red Garters verzweifelt auszubrechen, sei aber nicht aus ausreichend elastischen Material.

## Nominierungen
Roland Anderson, Sam Comer, Ray Moyer und Hal Pereira wurden für das von ihnen gestaltete Szenenbild für Red Garters 1955 für den Oscar nominiert.